# Littleham Cove
Littleham Cove ist eine kleine Bucht nördlich von Straight Point in der Nähe von Exmouth, in der Grafschaft Devon, an der Ärmelkanalküste im Südwesten von England.

## Lage
Das nahe gelegene Littleham ist ein kleines Dorf am östlichen Stadtrand von Exmouth, nur wenig mehr als einen Kilometer entfernt liegt Littleham Cove. Die Bucht liegt etwa fünfzehn Kilometer südlich der Stadt Exeter, vier Kilometer östlich von Exmouth und etwa zehn Kilometer südwestlich von Sidmouth.

## Geologie

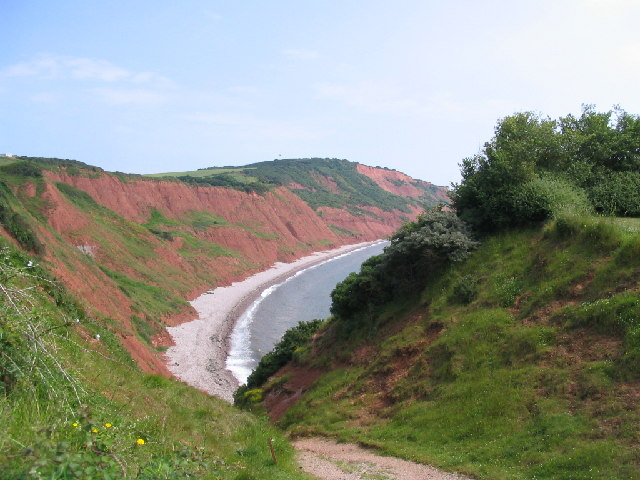
Blick von oberhalb von Littleham Cove nach Nordosten in Richtung Budleigh Salterton

Von Orcombe Point bei Exmouth bis zu Old Harry Rocks östlich von Studland Bay erstreckt sich im Osten Devons und in Dorset ein 155 Kilometer langer Küstenstreifen, der als erste Naturlandschaft in England von der UNESCO ins Weltnaturerbe aufgenommen wurde. Entlang dieser sogenannten Jurassic Coast stehen in natürlichen Aufschlüssen Gesteine aus Trias, Jura und Kreide an, die seinerzeit in einer heute nicht mehr existenten Senke abgelagert wurden, die als Wessex Becken bezeichnet wird. Littleham Cove ist Teil der Jurassic Coast.
Quer durch jenen Teil der Steilwand der Bucht, die in Richtung Straight Point liegt, verläuft eine geologische Störung. An dieser Störung erfolgt eine drastische Veränderung des geologischen Charakters der Klippen, denn dort werden fluviatile Sandsteine der „Exmouth Mudstone and Sandstone Formation“ (in etwa übersetzbar mit „Exmouth-Ton-und-Sandstein-Formation“), welche die Landspitze Straight Point aufbauen, abrupt von der überwiegend aus Ton- und Schluffsteinen bestehenden „Littleham Mudstone Formation“ („Littleham-Tonstein-Formation“) abgelöst, die das Kliff nordöstlich von und einschließlich Littleham Cove aufbaut. Dadurch ist dieses Kliff u. a. weniger steil und es haben sich in regelmäßigen Abständen Erosionsrinnen (Spülrinnen) von oben nach unten in die Wand eingeschnitten, die sich im Sandsteinkliff von Straight Point derart ausgeprägt nicht finden. Auch weist die Ostseite von Straight Point eine Brandungsplattform knapp über dem Ebbeniveau auf, die sich durch die Brandung in den Sandsteinen der Exmouth-Formation gebildet hat. Bei Littleham Cove endet diese Felsplattform plötzlich aufgrund des Geologiewechsels und am Fuß des sich nordöstlich anschließenden Kliffs erstreckt sich ein Strand. Dieser besteht aus den Geröllen der „Budleigh Salterton Pebble Beds“ („Budleigh-Salterton-Konglomerate“), die sich in der Gesteinsabfolge an die Littleham-Formation anschließen.
Sowohl Exmouth- als auch Littleham-Formation gehören lithostratigraphisch zur „Aylesbeare Mudstone Group“ („Alyesbeare-Tonstein-Gruppe“). Die Budleigh-Salterton-Konglomerate gehören bereits zur nächstjüngeren übergeordneten lithostratigraphischen Einheit, der „Sherwood Sandstone Group“ („Sherwood-Sandstein-Gruppe“). Die Steilküste zwischen Littleham Cove und Budleigh Salterton enthält das Typus-Profil der Littleham-Formation.
Die Ton- und Siltsteine der Littleham-Formation wurden in der frühen Trias in Playa-Seen unter ariden bis semiariden klimatischen Bedingungen abgelagert.
Eine Besonderheit der Littleham-Formation sind die grünlich-weißgrauen Uran-Vanadium-Konkretionen, die u. a. das Uran-Mineral Pechblende enthalten. Sie treten insbesondere im tieferen Teil des Küstenprofils zwischen Littleham Cove und Budleigh Salterton sehr zahlreich auf und sind geringfügig radioaktiv. Die Intensität der Strahlung, die von ihnen ausgeht, entspricht in etwa dem zehnfachen der natürlichen Hintergrundradioaktivität.